# Lioubov Orlova
Pour les articles homonymes, voir Orlova.

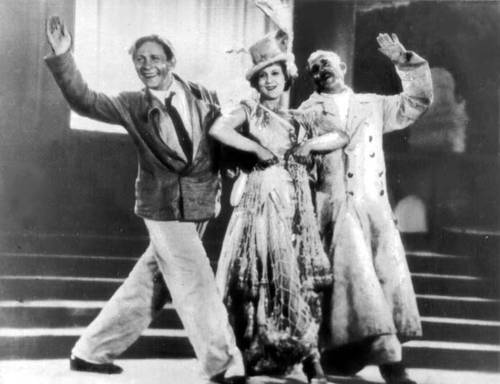
Lyubov Orlova avec Léonid Outiossov et Fiodor Kurikhine dans Joyeux Garçons.

Lioubov Petrovna Orlova (russe : Любовь Петровна Орлова) est une actrice russe et soviétique, née le 11 février 1902 à Zvenigorod (Empire russe) et décédée le 26 janvier 1975 à Moscou (Union soviétique). Elle obtient deux prix Staline en 1941 puis 1950, année où elle est également au rang d'Artiste du peuple de l'URSS. Elle fut la deuxième épouse du réalisateur Grigori Aleksandrov.

## Biographie
Lioubov Orlova est de formation une chanteuse-danseuse. Elle commence sur scène au Théâtre d'art de Moscou en 1926. Huit ans plus tard, elle débute dans La Nuit de Saint-Pétersbourg. Son mari, Grigori Alexandrov, fait d'elle une actrice connue en lui donnant le premier rôle féminin dans la première comédie musicale soviétique (Joyeux Garçons en 1934). Actrice préférée de Staline, elle enchaîne les comédies musicales comme Le Cirque (1936), Volga Volga (1938), La Voie lumineuse (1940) ou Le Printemps (1947). Son mari lui réserve des seconds rôles dans ses films Rencontre sur l'Elbe (1949) et Glinka (1952). Elle retrouve le chemin du théâtre après 1955 au Mossoviet de Moscou.
Sa dernière apparition à l'écran a lieu dans le film Skvorets i Lyra,,,,.
Morte d'un cancer du pancréas le 26 janvier 1975 à Moscou , l'actrice est inhumée au cimetière de Novodevitchi.

## Filmographie sélective

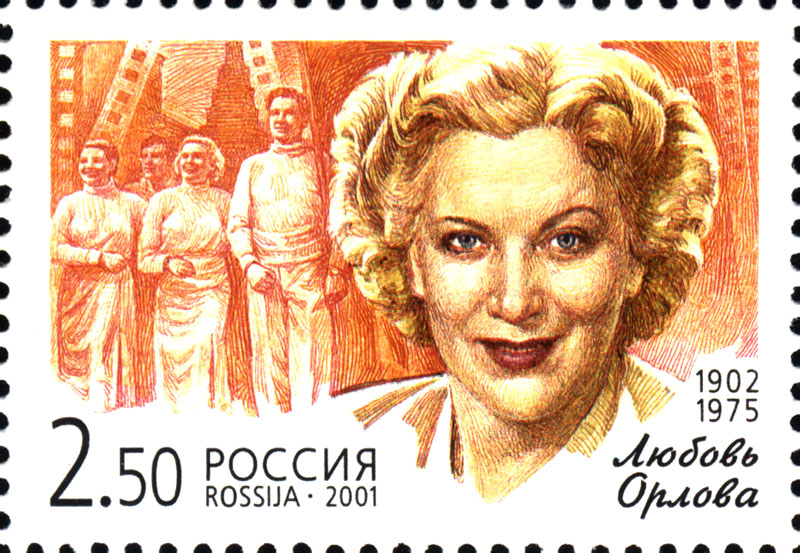
Timbre russe de 2001 en souvenir de Lioubov Orlova.

- 1933 : La Nuit de Saint-Pétersbourg (Петербургская ночь)
- 1934 : Joyeux Garçons (Веселые ребята)
- 1936 : Le Cirque (Цирк) de Grigori Alexandrov : Marion Dixon
- 1938 : Volga Volga (Волга-Волга)
- 1940 : La Voie lumineuse (Светлый путь)
- 1947 : Le Printemps (Весна) (Prix du meilleur scénario, Mostra de Venise 1947)
- 1950 : Rencontre sur l'Elbe (Встреча на Эльбе)
- 1950 : Moussorgski (Мусоргский)
- 1952 : Le Compositeur Glinka (Композитор Глинка) de Grigori Aleksandrov : Ludmilla Glinka
- 1974 : Étourneau et Lyre (Скворец и Лира) de Grigori Alexandrov : Lyre

## Postérité
- Son nom a été donné à un paquebot russe, le Lyubov Orlova (construit en 1976 en Yougoslavie), qui en 2013 s'est perdu dans l'Atlantique Nord alors qu'il était remorqué vers la République dominicaine en vue d'être détruit et livré à des ferrailleurs[8].
- Le 11 février 2019, le 117e anniversaire de sa naissance est célébré par un Google Doodle[9].